# Матушково
Матушково (слч. Matúškovo) насељено је мјесто са административним статусом сеоске општине (слч. obec) у округу Галанта, у Трнавском крају, Словачка Република.

## Становништво
| Година:    | 1994. | 2004.   | 2014.   | 2024.   |
| ---------- | ----- | ------- | ------- | ------- |
| Број људи: | 1786  | 1938    | 2114    | 2248    |
| Разлика:   |       | +8,51 % | +9,08 % | +6,33 % |

| Година:    | 2023. | 2024.   |
| ---------- | ----- | ------- |
| Број људи: | 2254  | 2248    |
| Разлика:   |       | -0,26 % |

Према подацима о броју становника из 2011. године насеље је имало 2.027 становника.